# Lwy horodelskie
Lwy horodelskie – dwie wapienne rzeźby przedstawiające naturalnej wielkości kamienne lwy siedzące na postumentach. Rzeźby znajdują się w parku we wsi Horodło w województwie lubelskim.

## Historia
Ich powstanie datuje się na XVIII wiek. Niektóre ślady historyczne wskazują, że pierwotnie znajdowały się one na zamku króla Władysława Jagiełły w Horodle. Przed 1939 rokiem były ozdobą portyku nieistniejącego  już dworu w Wieniawce  Od 1967 r.  lwy odpoczywają w sercu parku - tam, gdzie kiedyś stał ratusz.

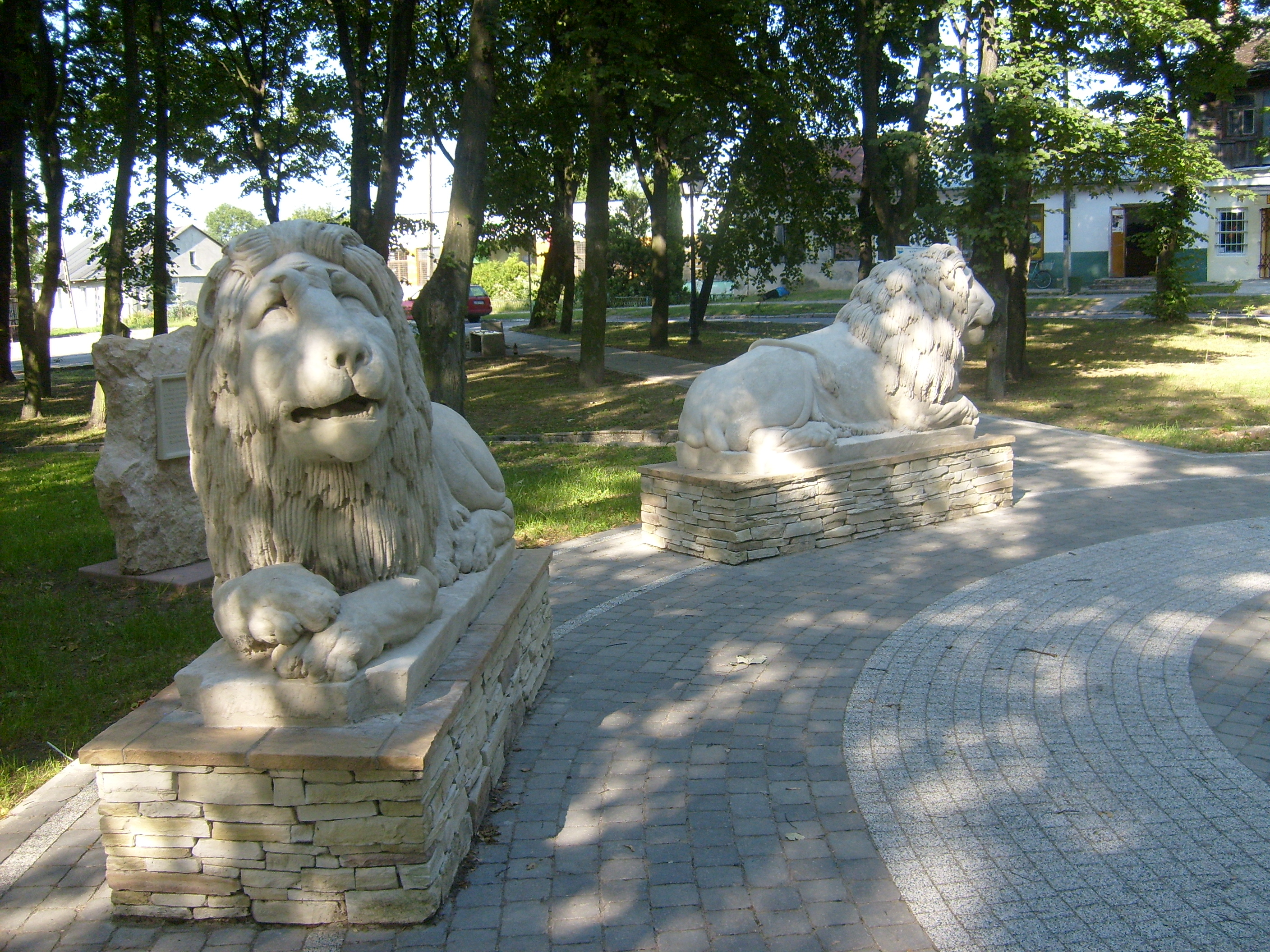
Lwy po renowacji

## Wygląd
Siedzące na postumentach podobizny lwów wykonane zostały z kamienia, dokładnie skały wapiennej. Cechują się elementami klasycznymi oraz antycznymi.

## Odnowienie
Lwy odnowiono w  2010 r.  z powodu zbliżającego się 600-lecia podpisania Unii Horodelskiej  i 150-lecia usypania kopca Unii Horodelskiej.

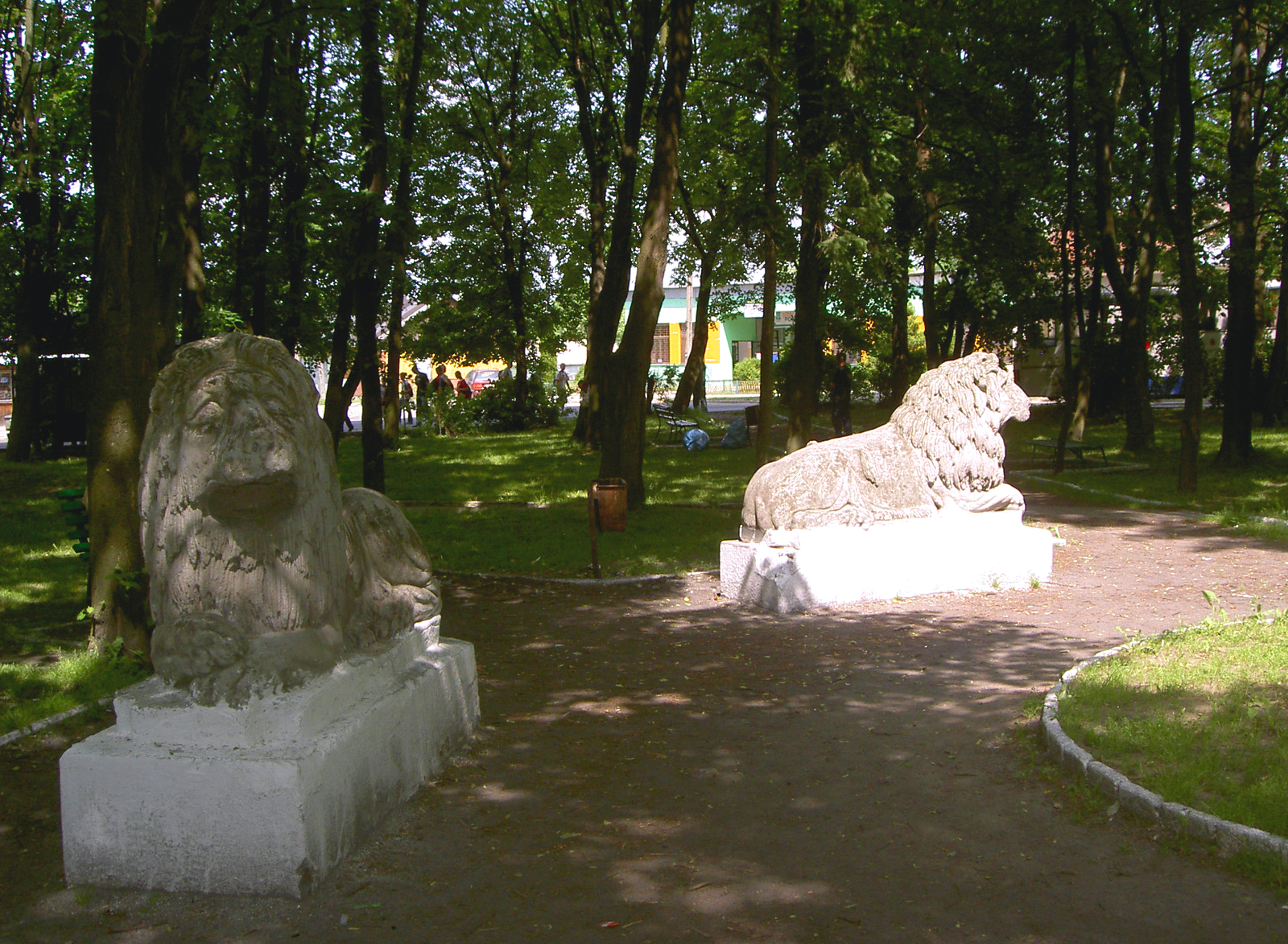
Lwy przed renowacją